# Високов Василь Федорович
Василь Федорович Висо́ков (12 жовтня 1892, Вільно, Російська імперія — 25 вересня 1969, Миколаїв, УРСР, СРСР) — радянський театральний актор, режисер, педагог.  Народний артист Української РСР (1953). Заслужений артист Української РСР (1947).

## Біографія
Народився 12 жовтня [30 вересня] 1892 року в місті Вільно (тепер Вільнюс, Литва). 1911 року закінчив Харківську 4-ту гімназію. Впродовж 1911–1912 років навчався у приватній театральній школі Ольги Маслової у Харкові. Вперше вийшов на сцену в 1912 році в складі трупи Миколи Синельникова. 1915 року закінчив юридичний факультет Харківського університету.
З 1915 року працював у театрах Москви, Мінська, Баку, Архангельська, у «Товаристві драматичної трупи», основу якого становили актори київського театру «Соловцова» (1916; Миколаїв, Полтава), в «Театрі актора» (згодом Кримський російський драматичний театр імені Максима Горького, Сімферополь; 1919–1921, 1935–1937); Червонозаводському (1923–1925, Харків), Одеському імені Андрія Іванова (1929–1932). Одночасно викладав у драматичних студіях (серед його учнів був Ісидор Шток).
З 1940 року працював у Миколаївському російському драматичному театрі імені Валерія Чкалова. З початком німецько-радянської війни у складі концертної бригади з обслуговування військових частин і евакошпиталів, створеної з артистів театру та філармонії, був відправлений на передові позиції. Взимку 1941—1942 років працював у місті Орджонікідзе Північно-Осетинської АРСР. З травня 1942 року разом з театром виступав у місті Алапаєвську Свердловської області. 1944 року повернувся до Миколаєва.
25 квітня 1962 року у Миколаївському російському драматичному театрі відбувся його ювілейний вечір, присвячений 70-річчю від дня народження та 50-річчю сценічної діяльності, після якого актор вийшов на пенсію. Продовжив роботу на громадських засадах у Миколаївській народній філармонії, виступав з лекціями. 1967 року був учасником фестивалю самодіяльного мистецтва у Києві. Помер у Миколаєві 25 вересня 1969 року.

## Творчість
Створив понад 400 сценічних образів. Серед ролей:
- Платон, Лизогуб («Платон Кречет», «Богдан Хмельницький» Олександра Корнійчука);
- Юліан («Любов на світанні» Ярослава Галана);
- Чацький («Лихо з розуму» Олександра Грибоєдова);
- Фердинанд, Шрусбері («Підступність і кохання», «Марія Стюарт» Фрідріха Шиллера);
- Князь Мишкін («Ідіот» за Федором Достоєвським);
- Гамлет, Отелло («Гамлет», «Отелло» Вільяма Шекспіра);
- Гаєв, Вершинін («Вишневий сад», «Три сестри» Антона Чехова);
- Тартюф («Тартюф» Жана-Батиста Мольєра);
- Протасов, Каренін («Живий труп», «Анна Кареніна» за Львом Толстим);
- Карандишев («Безприданниця» Олександра Островського);
- Забелін («Кремлівські куранти» Миколи Погодіна);
- Окайомов («Машенька» Олександра Афіногенова);
- Риварес («Овід» за Етель Ліліан Войнич);
- Фігаро («Весілля Фігаро» П'єра Бомарше);
- Анджелло («Анджелло, тиран Падуанський» Віктора Гюго);
- Барон («На дні» Максима Горького);
- Цибульський («Після розлуки» братів Тур);
- лікар («Усіма забутий» Назима Хікмета);
- Ілля Головін («Ілля Головін» Сергія Михалкова);
- Часовников («Океан» Олександра Штейна);
- Яровий («Любов Ярова» Костянтина Треньова);
- Раєвич («Шторм» Володимира Білль-Білоцерковського).

Поставив 52 вистави, зокрема:
- «Аристократи» Миколи Погодіна (1935);
- «Живий труп» Льва Толстого (1940);
- «За тих хто в морі» Бориса Лавреньова (1946);
- «Овід» за Етель Ліліан Войнич;
- «Безприданниця», «Без вини винні», «Остання жертва» Олександра Островського;
- «Склянка води» Ежена Скріба;
- «Пігмаліон» Бернарда Шоу;
- «Марія Тюдор» Віктора Гюґо;
- «Дама-невидимка» Педро Кальдерона;
- «Маскарад» Михайла Лермонтова (1948);
- «Завтра буде нашим» К. Мюфке (1952; за романом Пітера Абрахамса «Стежкою грому»).

## Відзнаки
- Почесна грамота Президії Верховної Ради Осетинської АРСР (1942; за воєнно-шефську роботу)[1];
- Медаль «За доблесну працю у Великій Вітчизняній війні 1941—1945 рр.»[1].
- Заслужений артист Української РСР з 1947 року[1];
- Народний артист Української РСР з 1953 року;
- Орден Трудового Червоного Прапора (1960)[1].